# Keith Bradley
Keith Bradley, född 17 maj 1950 i Birmingham är en brittisk Labourpolitiker.
Bradley var parlamentsledamot för valkretsen Manchester Withington från valet 1987 till 2005, och utnämndes till ledamot av överhuset 2006.
Efter valsegern 1997 blev han vice socialminister. 1998 blev han Deputy Chief Whip, något som han följde upp med att mellan 2001 och 2002 vara vice inrikesminister. Han är en av drottningens rådgivare (medlem i Kronrådet).